# Lijst van tekenaars voor de Hoge Raad van Adel
Dit is een lijst van tekenaars van de Nederlandse Hoge Raad van Adel.
| Ambtsperiode | Naam tekenaar                                       |
| ------------ | --------------------------------------------------- |
| 1814 - 1870  | Antonie Frederik Zurcher (1787-1872)                |
| 1866 - 1881  | Hendrik Frederik Sartor (1818-1881)                 |
| 1881 - 1899  | Johannes Matthijs Lion (1856-1899)                  |
| 1899 - 1931  | Johannes Evert van Leeuwen (1851-1931)              |
| ? - ?        | Paulus Nicolaas van Alff (1878-1962)                |
| 1936 - 1938  | Auke van der Zweep (1882-1859)                      |
| 1938 - 1980  | Johannes Petrus van der Drift (1913-1981)           |
| 1980 - 1993  | Karel van den Sigtenhorst (1925-2014)               |
| 1980 - 1992  | Henk 't Jong (1948-)                                |
| ? - ?        | Cornelius Quirinus Clemens Maria Walschots (1943- ) |
| 1993 - ----  | Piet Bultsma-Vos (1953- )                           |

## Achtergrond
Koning Willem I gaf tussen 1814 en 1815 opdracht aan de Hoge Raad van Adel (toen nog een adviescollege voor de vorst) om alle wapens van steden, dorpen, heerlijkheden, districten en corporaties die vroeger een wapen hadden gevoerd (of een wapen wilden gaan voeren) een uitnodiging om een afbeelding en beschrijving en toelichting daarvan op te sturen, om deze door de vorst te laten bevestigen. Hier werd met name in de Noordelijke Nederlanden gehoor gegeven aan deze oproep.  
Antonie Frederik Zurcher was de eerste wapentekenaar die voor de Hoge Raad van Adel tekende. Hij moest onder een zeer hoog werktempo werken, door het hoge aantal ingezonden wapenschilden in de beginjaren. Hij kreeg de instructie om snel en nauwkeurig te werken. De voorbeeldtekeningen moesten zonder enige geringe verandering worden nagetekend, zodat er geen misverstanden over zouden ontstaan. De verzoeken waren veelal voorzien van zeer summiere beschrijvingen, in enkele gevallen zelfs zonder beschrijving of toelichting. Mogelijkheden om de informatie te verifiëren was destijds beperkt. Als de kleuren onbekend waren werden de wapens in de rijkskleuren (goud en blauw) uitgevoerd. Met name in de periode 1816-1819 werden daardoor veel fouten gemaakt. Afbeeldingen en beschrijvingen komen niet altijd overeen, soms ontbreekt de beschrijving zelfs. Later ontstond daardoor de vraag of nu de afbeelding of juist de beschrijving leidend zou moeten zijn. De stelregel is dat bij de latere wapens de beschrijving leidend is. De wapens uit de periode 1816-1819 daarentegen kennen gebrekkige beschrijvingen terwijl de afbeeldingen (die in sommige gevallen honderden jaren in gebruik zijn of waren) niet eenvoudig te veranderen zijn. Als een wapen verbeterd moet worden kan een nieuw wapendiploma aangevraagd worden.
Vanaf 23 april 1919 kwam er met een Koninklijk Besluit een aanzienlijke verbetering door de instelling van richtlijnen rondom de wapenverlening. Tijdens de Tweede Wereldoorlog gingen de verleningen door, 3 wapens door de Hoge Raad van Adel, 23 wapens onder de verantwoording van de (waarnemend) secretaris-generaal van het Ministerie van Algemene Zaken. Na de oorlog viel de verantwoording weer onder Binnenlandse Zaken, de diploma's gingen via de Hoge Raad van Adel.